# Авиаполевая дивизия
Авиаполевая дивизия (нем. Luftwaffen-Feld-Divisionen или LwFD) — лёгкое пехотное тактическое соединение ВВС нацистской Германии во время Второй мировой войны, сформированные в октябре 1942 года.

## История
Война с СССР стала для вермахта источником постоянных потребностей в пополнении в живой силе. Дело было не только в необходимости регулярно восполнять потери, но и в потребности в формировании охранных частей, в задачу которых входило несение службы на оккупированных землях как Советского Союза, так и других стран.
Эффективность германской боевой авиации снизилась практически на всех фронтах, что повлекло падение авторитета не только ВВС, но и самого рейхсмаршала Геринга. На практике это выражалось в том, что уже осенью 1942 года органы, ответственные за комплектование и пополнение, а также штаб оперативного руководства ОКВ оказывали всё большее давление на ВВС с требованиями передать в другие виды вооружённых сил часть личного состава, конкретно — около 50 тысяч человек. Геринг, в свою очередь, категорически отказывался это делать и настаивал на создании пехотных частей при ВВС. Согласно мемуарам фельдмаршала Эриха Манштейна, Геринг сумел обосновать перед Гитлером создание авиаполевых дивизий тем, что он не может отдать «своих» солдат, воспитанных в национал-социалистском духе, в сухопутные войска, в которых имеются ещё священники и которыми командуют офицеры, воспитанные в духе старой, кайзеровской армии.
Гитлер пошёл навстречу этим требованиям, и специальным указом Геринга в октябре 1942 года началось формирование 22-х так называемых авиаполевых дивизий, общей численностью 220 тысяч человек. Эти дивизии, как и в войсках СС, продолжали числиться за своим видом вооружённых сил, но при этом применялись в качестве пехотных соединений.
В авиаполевые дивизии направлялись лучшие солдаты, среди личного состава было много молодых людей. Между тем данные формирования испытывали нехватку в командирах, имевших достаточный опыт ведения наземного боя или хотя бы прошедших соответствующую общевойсковую подготовку. Подобный недостаток являлся характерной чертой для подавляющей массы офицерского и унтер-офицерского состава авиаполевых дивизий, за исключением некоторой части командного состава, прибывшего из зенитной артиллерии. Несмотря на неплохой боевой дух, было невозможно ожидать, чтобы за короткое время, предоставленное для формирования авиаполевых дивизий, офицеры, годами работавшие за письменным столом в штабах или же в наземных службах авиационных баз, успели получить все нужные пехотинцу знания и передать их своим подчиненным.
Из 22 авиаполевых дивизий 14 находились на Восточном ТВД (№ 1-10, 12. 13. 21), четыре (№ 16. 17. 18. 19) — на Западном, одна (№ 11) — на Балканах, одна (№ 20) — в Италии, одна (№ 14) — в Норвегии. Формирование 22-й дивизии так и не было завершено.
Остатки авиаполевых дивизий с 1 ноября 1943 года были выведены из подчинения люфтваффе и полностью и окончательно перешли в состав сухопутных войск. После этого командование Вермахта заменило почти всех прежних командиров авиаполевых дивизий опытными армейскими офицерами

## Состав и оснащение
Несмотря на свой статус, поначалу авиаполевые дивизии по своему составу и оснащению в большей степени соответствовали пехотным бригадам. Каждая дивизия имела в своём распоряжении только один артиллерийский дивизион, состав которого отличался в каждой дивизии. Так, 1-я, 2-я, 7-я и 8-я авиаполевые дивизии располагали только двумя четырёхорудийными батареями чешских 75-мм горных орудий GebK 15 на конной тяге. Артиллерийские дивизионы 3-й, 4-й, 5-й, 6-й, 9-й и 10-й дивизий обладали двумя батареями реактивных установок Nebelwerfer. Помимо этого, почти все дивизии имели в своём составе по одной батарее штурмовых орудий StuG III. Лишь после переподчинения сухопутным силам их артиллерия была усилена, а артиллерийские дивизионы были переформированы в полки. Между тем, материальная часть в основной массе была устаревшей и в значительной мере представляла собой трофейное вооружение.
К примеру: находившаяся в составе 18-й полевой армии группы «Север» 21-я апд согласно донесению от 31 декабря 1943 года имела в своём распоряжении: 75-мм французских пушек — 60, советских 76,2-мм — три, 105-мм французских пушек — три, польских гаубиц того же калибра — шесть, французских 155-мм гаубиц — 28, зенитных орудий калибра 88 мм — шесть и 10 буксируемых реактивных миномётов Nebelwerfer. По состоянию на апрель 1944 года 21-я дивизия обладала девятью 105-мм гаубицами и 31 французским орудием — 19 75-мм пушками и 12 155-мм гаубицами.

## Дивизии
- 1-я авиаполевая дивизия
- 2-я авиаполевая дивизия
- 3-я авиаполевая дивизия
- 4-я авиаполевая дивизия
- 5-я авиаполевая дивизия
- 6-я авиаполевая дивизия
- 7-я авиаполевая дивизия
- 8-я авиаполевая дивизия
- 9-я авиаполевая дивизия
- 10-я авиаполевая дивизия
- 11-я авиаполевая дивизия
- 12-я авиаполевая дивизия
- 13-я авиаполевая дивизия
- 14-я авиаполевая дивизия
- 15-я авиаполевая дивизия
- 16-я авиаполевая дивизия
- 17-я авиаполевая дивизия
- 18-я авиаполевая дивизия
- 19-я авиаполевая дивизия
- 20-я авиаполевая дивизия
- 21-я авиаполевая дивизия
- 22-я авиаполевая дивизия (формирование не завершено)